# Coppa del mondo di marcia 1981
La Coppa del mondo di marcia 1981 (1981 IAAF World Race Walking Cup) si è svolta a Valencia, in Spagna, nei giorni 3 e 4 ottobre.

## Medagliati

### Uomini
| Specialità     | Oro                     | Prestazione | Argento          | Prestazione | Bronzo               | Prestazione |
| 20 km          | Ernesto Canto           | 1h23'52"    | Roland Wieser    | 1h24'12"    | Alessandro Pezzatini | 1h24'24"    |
| 50 km          | Raúl González Rodríguez | 3h48'30"    | Hartwig Gauder   | 3h52'18"    | Sandro Bellucci      | 3h54'57"    |
| Gara a squadre | Italia                  | 227 pt.     | Unione Sovietica | 227 pt.     | Messico              | 221 pt.     |

### Donne
| Specialità     | Oro              | Prestazione | Argento                 | Prestazione | Bronzo             | Prestazione |
| 5 km           | Siv Gustavsson   | 22'56"      | Aleksandra Deverinskaja | 23'17"      | Ljudmila Chruščeva | 23'25"      |
| Gara a squadre | Unione Sovietica | 105 pt.     | Svezia                  | 104 pt.     | Australia          | 90 pt.      |